# Степанова, Ангелина Иосифовна
Ангели́на Ио́сифовна (О́сиповна) Степа́нова (10 (23) ноября 1905, Николаевск — 17 мая 2000, Москва) — советская и российская актриса театра и кино, педагог. Герой Социалистического Труда (1975). Народная артистка СССР (1960). Лауреат Государственной премии СССР (1977) и Сталинской премии первой степени (1952).

## Биография
Родилась 10 (23) ноября 1905 года (по другим источникам — 14 июля) в Николаевске (ныне Николаевск-на-Амуре, Хабаровский край) в семье страхового агента и зубного врача.
Учась в московской гимназии, увлекалась балетом.
С 1921 года училась в театральной школе при III-й Студии МХТ (ныне Театральное училище имени Б. В. Щукина), которую окончила в 1924 году.
С этого же года работала в Московском Художественном театре (с 1989 года — МХАТ им. А. П. Чехова).
Была профессором Школы-студии МХАТ.
Член редколлегии журнала «Театр».
В последние годы жизни отличалась молчаливостью, переходившей в скрытность, отказывалась от интервью. Не одобряла раздел МХАТа, осталась в труппе О. Н. Ефремова.
Её последнее появление перед публикой было 26 октября 1998 года на сцене МХАТа в Камергерском переулке, на торжествах по поводу столетия со дня открытия МХТ.
Член КПСС с 1952 года.
Член Антисионистского комитета советской общественности.
Умерла 17 мая 2000 года (по другим источникам — 18 мая). Похоронена на Новодевичьем кладбище (участок № 1) рядом с А. А. Фадеевым.

### Личная жизнь
Ещё в 1928 году она познакомилась с литератором Н. Р. Эрдманом (1900—1970). Они полюбили друг друга, но любовь оказалась трагической. В тот момент они оба имели семьи (мужем актрисы был режиссёр МХАТа Н. М. Горчаков (1898—1958), заслуженный деятель искусств РСФСР (1943)). В 1933 году Н. Р. Эрдман был арестован, Степанова развелась с Горчаковым. Всё время ареста и ссылки Эрдмана они переписывались. Переписка сохранилась и через много лет была издана отдельной книгой.
В 1936 у Степановой родился сын Александр, позже усыновленный вторым мужем актрисы Александром Фадеевым, о родном отце Александра до сих пор ходят догадки.
Со вторым своим мужем А. А. Фадеевым (1901—1956), в течение долгих лет возглавлявшим Союз писателей СССР, Ангелина Иосифовна познакомилась в 1937 году в Париже, когда она в составе труппы МХТ приехала туда с гастролями. В советские годы утверждалось, что они познакомились раньше, чтобы скрыть факт усыновления её первенца. В браке с Фадеевым в 1944 родился её младший сын Михаил.
Во МХАТе Степанова не только играла, но и занимала должность парторга. В частности, организовала партсобрание по осуждению академика А. Д. Сахарова, которое вошло в мемуары современников.
Пережила своего старшего сына Александра (1936—1993) .

## Награды и звания
- Герой Социалистического Труда (8 декабря 1975 года) — за большие заслуги в развитии советского театрального искусства и в связи с семидесятилетием со дня рождения[9].
- заслуженная артистка РСФСР (1936).
- народная артистка РСФСР (1947).
- народная артистка СССР (9 апреля 1960 года) — за выдающиеся заслуги в области театрально-драматического искусства[10].
- Сталинская премия первой степени (1952) — за исполнение роли Бетси в спектакле «Плоды просвещения» Л. Н. Толстого.
- Государственная премия СССР (1977) — за исполнение роли Шамуэй в фильме «Бегство мистера Мак-Кинли» (1975).
- два ордена Ленина (26 октября 1948 года, 8 декабря 1975 года)
- орден Октябрьской Революции.
- орден Трудового Красного Знамени (26 октября 1938 года) — в связи с 40-летием МХАТ СССР им. М. Горького
- орден Дружбы народов (22 ноября 1985 года) — за заслуги в развитии советского театрального искусства[11].
- орден «Знак Почёта» (3 мая 1937 года) — за выдающиеся заслуги в деле развития русского театрального искусства[12].
- орден «За заслуги перед Отечеством» III степени (5 августа 1995 года) — за заслуги перед государством и многолетнюю плодотворную деятельность в области искусства и культуры[13].
- медаль «За доблестный труд в Великой Отечественной войне 1941—1945 гг.».
- медаль «В память 800-летия Москвы».
- медаль «В память 850-летия Москвы».
- медаль «За доблестный труд. В ознаменование 100-летия со дня рождения Владимира Ильича Ленина».
- медаль «Ветеран труда».
- Благодарность Президента Российской Федерации (23 октября 1998 года) — за многолетнюю плодотворную деятельность в области театрального искусства и в связи со 100-летием Московского Художественного академического театра[14].
- Международная премия К. С. Станиславского (Международный общественный благотворительный фонд К. С. Станиславского, 1995)[15].

## Творчество

### Роли в театре
- 1924 — «Царь Фёдор Иоаннович» А. К. Толстого — княжна Мстиславская
- 1924 — «Битва жизни» по Ч. Диккенсу — Мэри
- 1924 — «Синяя птица» М. Метерлинка — Неродившаяся душа
- 1925 — «Горе от ума» А. С. Грибоедова — Софья
- 1926 — «Николай I и декабристы» А. Р. Кугеля — Маринька
- 1926 — «Продавцы славы» П. Нивуа и М. Паньоля — Ивонна
- 1927 — «У врат царства» К. Гамсуна — Натали Ховинд
- 1927 — «Сёстры Жерара» В. З. Масса по мелодраме А.-Ф. Деннери — Генриетта
- 1928 — «Вишнёвый сад» А. П. Чехова — Аня
- 1930 — «Воскресение» по роману Л. Н. Толстого — Мариэтт
- 1930 — «Реклама» М. Уоткинс — Кинооператор, Мисс Сеншейн
- 1931 — «Три толстяка» по Ю. К. Олеше — Алина
- 1931 — «Безумный день, или Женитьба Фигаро» П. Бомарше — Графиня
- 1933 — «Хозяйка гостиницы» К. Гольдони — Гортензия
- 1934 — «Егор Булычов и другие» М. Горького — Шура
- 1935 — «Платон Кречет» А. Е. Корнейчука — Лида Коваль
- 1936 — «Мольер» М. А. Булгакова — Арманда
- 1937 — «Любовь Яровая» К. А. Тренёва — Панова
- 1937 — «Анна Каренина» по Л. Н. Толстому — Бетси Тверская
- 1937 — «Земля» Н. Е. Вирты — Наташа
- 1938 — «Дядюшкин сон» по Ф. М. Достоевскому — Зинаида
- 1938 — «Горе от ума» А. С. Грибоедова — Софья
- 1940 — «Три сестры» А. П. Чехова — Ирина
- 1943 — «Последние дни» М. А. Булгакова — Наталия Николаевна Пушкина
- 1945 — «Идеальный муж» О. Уайльда — Гертруда
- 1947 — «Русский вопрос» К. М. Симонова — Джесси
- 1949 — «Поздняя любовь» А. Н. Островского — Людмила
- 1949 — «Три сестры» А. П. Чехова — Ольга
- 1949 — «Илья Головин» С. В. Михалкова — Алевтина Ивановна
- 1950 — «Три сестры» А. П. Чехова — Маша
- 1951 — «Плоды просвещения» Л. Н. Толстого — Бетси
- 1953 — «Дачники» М. Горького — Калерия
- 1954 — «Воскресение» по роману Л. Н. Толстого — графиня Чарская
- 1956 — «Осенний сад» Л. Хеллман — Нина Динери
- 1957 — «Мария Стюарт» Ф. Шиллера — Елизавета I
- 1958 — «Вишнёвый сад» А. П. Чехова — Шарлотта
- 1958 — «На дне» М. Горького — Анна
- 1962 — «Милый лжец» Дж. Килти — Патрик Кэмпбелл
- 1965 — «Возмездие» Л. Кручковского — Сабина
- 1966 — «Вишнёвый сад» А. П. Чехова — Любовь Андреевна Раневская
- 1967 — «Чрезвычайный посол» братьев Тур — Елена Николаевна Кольцова
- 1968 — «Жил-был каторжник» Ж. Ануйя — Аделина
- 1968 — «Чайка» А. П. Чехова — Ирина Николаевна Аркадина
- 1970 — «Единственный свидетель» братьев Тур — Анна Степановна Сабурова
- 1972 — «Пока арба не перевернулась» О. Д. Иоселиани — Кесария
- 1975 — «Сладкоголосая птица юности» Т. Уильямса — принцесса Космонополис
- 1976 — «Иванов» А. П. Чехова — Авдотья Назаровна
- 1977 — «Чеховские страницы» — Госпожа N.N.
- 1978 — «Синяя птица» М. Метерлинка — Бабушка
- 1979 — «Кино» Э. Чурка — Эржебет
- 1979 — «Всё кончено» Э. Олби — Любовница
- 1981 — «Тартюф» Мольера — госпожа Пернель
- 1982 — «Живой труп» Л. Н. Толстого — Анна Дмитриевна Каренина
- 1985 — «Серебряная свадьба» А. Н. Мишарина — эпизод
- 1988 — «Московский хор» Л. С. Петрушевской — Лика

### Роли в кино
1. 1932 — Мёртвый дом — Курсистка
2. 1951 — Незабываемый 1919 год — Ольга Буткевич
3. 1964 — До свидания, мальчики! — мать Володи
4. 1965—1967 — Война и мир — Анна Павловна Шерер
5. 1972 — День за днём — Соколова
6. 1975 — Бегство мистера Мак-Кинли — миссис Энн Шамуэй
7. 1975 — Они сражались за Родину — старая казачка
8. 1976 — Всегда со мною… — Мария Николаевна
9. 1976 — Двадцать дней без войны — Зинаида Антоновна, худрук театра
10. 1976 — Повесть о неизвестном актёре — Мария Горяева
11. 1976 — Судьба барабанщика — сумасшедшая старуха
12. 1977 — Объяснение в любви — Зиночка (в старости)
13. 1983 — Скорость — Елизавета Алексеевна, мать Лагутина
14. 1987 — Запомните меня такой — Мария Ивановна Киреева

### Телеспектакли
- 1953 — Анна Каренина (телеспектакль) — Бетси
- 1973 — Единственный свидетель (телеспектакль) — Сабурова, академик
- 1974 — Чайка (телеспектакль) — Ирина Николаевна Аркадина
- 1976 — Мария Стюарт (телеспектакль) — Королева Елизавета
- 1976 — Милый лжец (телеспектакль) — миссис Патрик Кэмпбелл
- 1977 — Чеховские страницы (телеспектакль) (по рассказу «Рассказ госпожи N.N.») — госпожа N.N.
- 1978 — Сладкоголосая птица юности (телеспектакль) — принцесса Космонополис
- 1980 — Всё кончено (телеспектакль) — Любовница
- 1981 — Иванов (телеспектакль) — Авдотья Назаровна
- 1983 — Июнь, Москва, Чертаново… — Анна Андреевна Воскресенская
- 1984 — М. Ю. Лермонтов. «Демон» (фильм-концерт)
- 1986 — В кругу героев Л. Н. Толстого (фильм-концерт) — ведущая

### Документальные фильмы и передачи
- 1949 — Мастера сцены
- 1958 — Искусство большой правды
- 1971 — Мастера искусств. А. Степанова
- 1975 — О нашем театре
- 1980 — Мастера искусств. Б. Петкер
- 1983 — Театральные мемуары: К. Станиславский и Е. Вахтангов
- 1983 — Театральные мемуары: Л. Леонидов и В. Качалов
- 1984 — Мастера искусств. Д. Банионис
- 1985 — Ангелина Степанова — актриса Художественного театра
- 1985 — Театр, который я люблю
- 1985 — Театральные мемуары: А. Тарасова
- 1986 — Театральные мемуары: Н. Хмелёв
- 1989 — Голоса

### Радио
Радиопостановки
- 1950 — «Борис Годунов» А. С. Пушкина — Марина Мнишек
- 1967 — «Вашингтонское убийство» Э. Карра — Этель Чивер
- 1968 — «Восточный экспресс» А. Кристи — княгиня Драгомирова
- 1980 — «Девушка с портфелем» З. В. Чернышёвой — Стасова
- 1985 — «Жди меня» К. М. Симонова — Мария Игнатьевна
- 1987 — «Белые розы, розовые слоны» У. Гибсона — Молли Иган

Радиокомпозиции спектаклей
- 1933 — «Безумный день, или Женитьба Фигаро» П. Бомарше — Графиня
- 1935 — «Вишнёвый сад» А. П. Чехова — Аня
- 1936 — «Воскресение» Л. Н. Толстого — Мариэтт
- 1939 — «Горе от ума» А. С. Грибоедова — Софья
- 1939 — «Анна Каренина» Л. Н. Толстого — Бетси Тверская
- 1946 — «Платон Кречет» А. Е. Корнейчука — Лида Коваль
- 1947 — «Три сестры» А. П. Чехова — Ирина
- 1948 — «Царь Фёдор Иоаннович» А. К. Толстого — княжна Мстиславская
- 1948 — «Дядюшкин сон» Ф. М. Достоевского — Зинаида
- 1949 — «Поздняя любовь» А. Н. Островского — Людмила
- 1950 — «Илья Головин» С. В. Михалкова — Алевтина Ивановна
- 1952 — «Плоды просвещения» Л. Н. Толстого — Бетси
- 1954 — «Дачники» М. Горького — Калерия
- 1963 — «Милый лжец» Д. Килти — Патрик Кэмпбелл
- 1967 — «Мария Стюарт» Ф. Шиллера — Королева Елизавета
- 1969 — «Чайка» А. П. Чехова — Аркадина
- 1969 — «Чрезвычайный посол» братьев Тур — Кольцова
- 1971 — «Единственный свидетель» братьев Тур — Сабурова Анна Степановна
- 1977 — «Сладкоголосая птица юности» Т. Уильямса — Принцесса Космонополис
- 1978 — «Синяя птица» М. Метерлинка — Бабушка

Литературные чтения
- 1949 — А. С. Пушкин: «Евгений Онегин» (отрывок), «Кавказский пленник» (отрывок), «Элегия»
- 1960 — А. П. Чехов: «Невеста»
- 1977 — А. П. Чехов: «Рассказ госпожи NN»

## Память
- Актрисе установлена мемориальная доска по адресу: Москва, Малый Власьевский переулок, дом 7.[16]